# Bibliothèque du Grand Séminaire de Strasbourg
La bibliothèque du Grand Séminaire est une bibliothèque privée catholique située à Strasbourg, à proximité de la cathédrale, dans l'enceinte du séminaire Sainte-Marie-Majeure. Elle conserve d'importants fonds patrimoniaux, principalement dans le domaine des sciences religieuses, et abrite en particulier les derniers restes des bibliothèques ecclésiastiques d'Ancien Régime du Bas-Rhin.

## Bâtiment

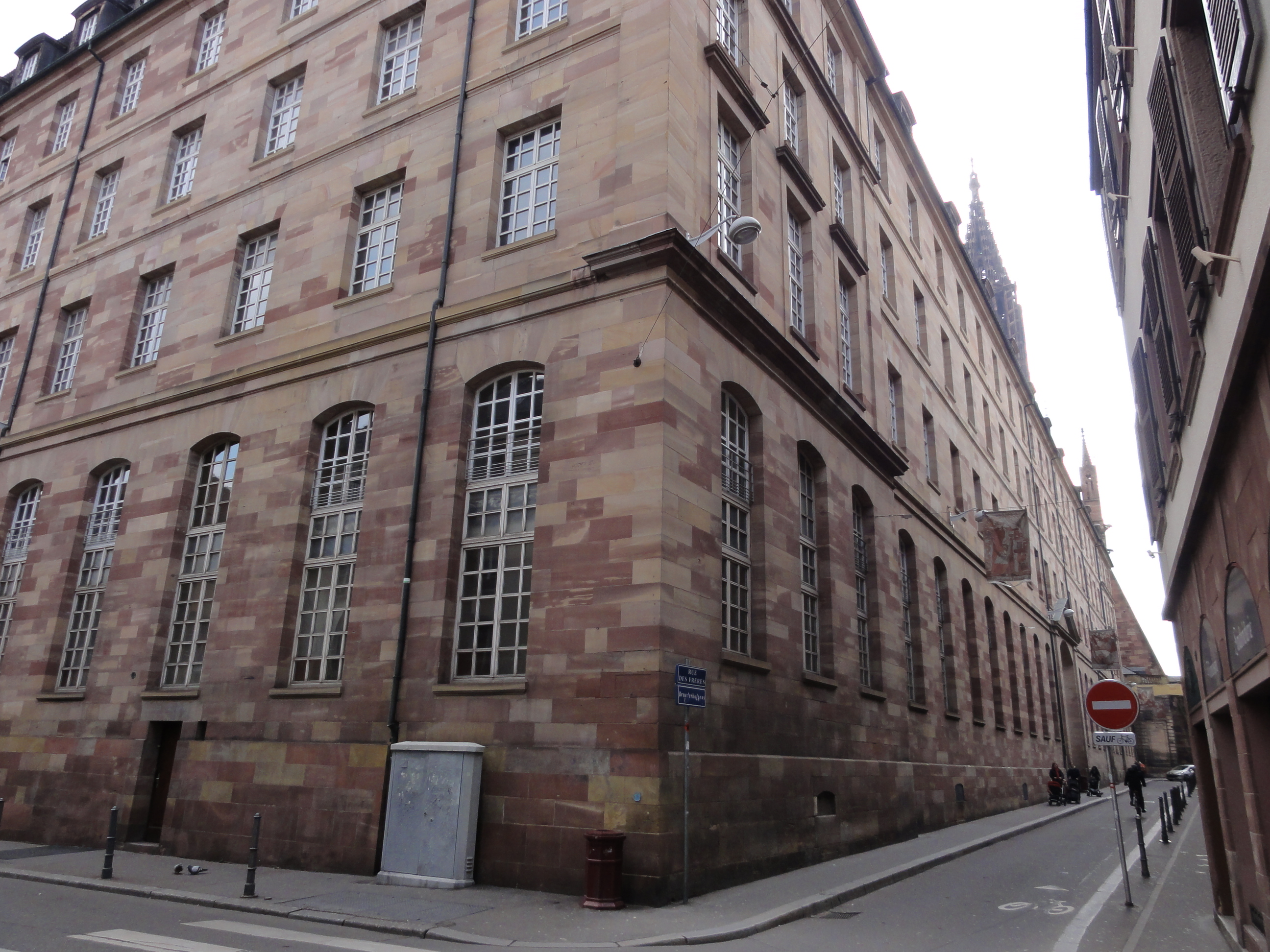
Un bâtiment imposant.

La bibliothèque occupe le premier et le second étage du séminaire situé au no 2 de la rue des Frères, une voie de la Grande Île de Strasbourg qui doit son nom aux chanoines de la cathédrale qui occupèrent cet espace (Bruderhof) jusqu'au XIIIe siècle. 
Abrité derrière de hauts murs en grès rose, cette imposante construction de quatre étages qui domine les rues avoisinantes fut érigée entre 1769 et 1775 sur les plans de l'architecte parisien François-Simon Houlié, à l'instigation du cardinal Louis-Constantin de Rohan, dont les armes ornent la balustrade de la galerie du second étage.
Outre la bibliothèque, l'édifice héberge une chapelle dédiée à Sainte-Marie-Majeure, ainsi qu'une salle de conférences, la salle Saint Léon IX. L'aménagement de l'ensemble, en particulier les boiseries de la bibliothèque, est de style Louis XVI.
Dans le vestibule menant à la bibliothèque, deux dessus-de-portes du XVIIIe siècle, représentent, sur des toiles peintes en grisaille, l'une, des putti avec un livre et l'abbaye d'Ebersmunster au fond, et, l'autre, trois putti avec les attributs de l'abbé et une ruche évoquant la devise des bénédictins : ora et labora. 

En 2003, l'ensemble a été inscrit aux Monuments historiques au titre objet.

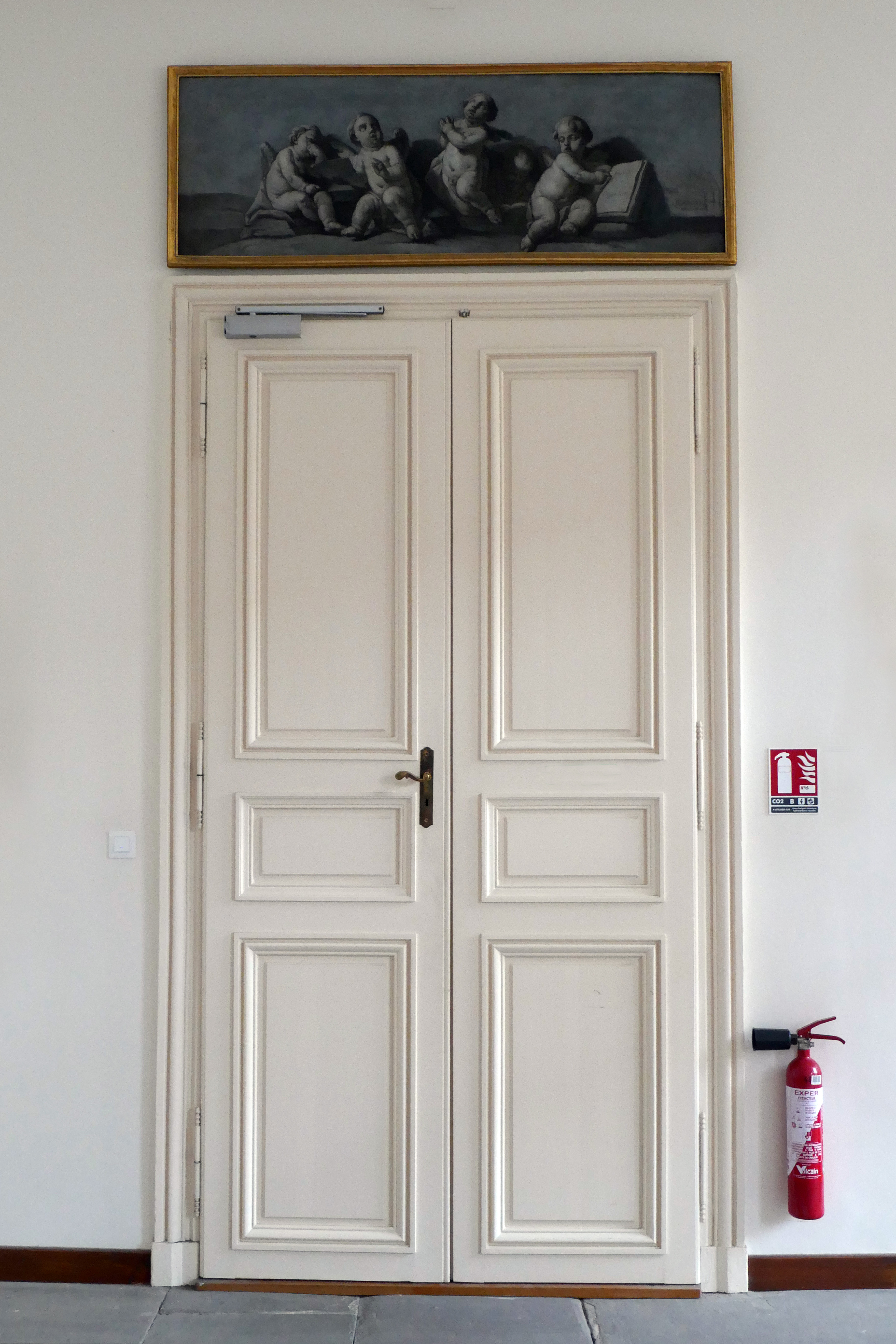
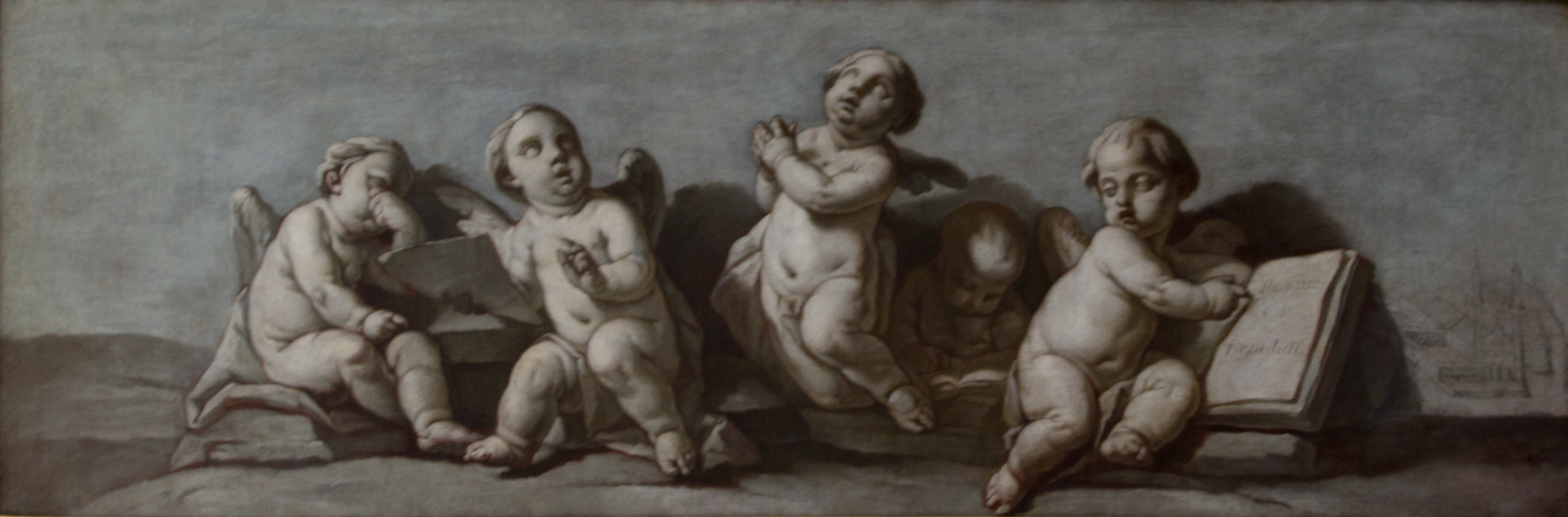
Dessus-de-porte : putti avec un livre et l'abbaye à l'arrière-plan à droite.

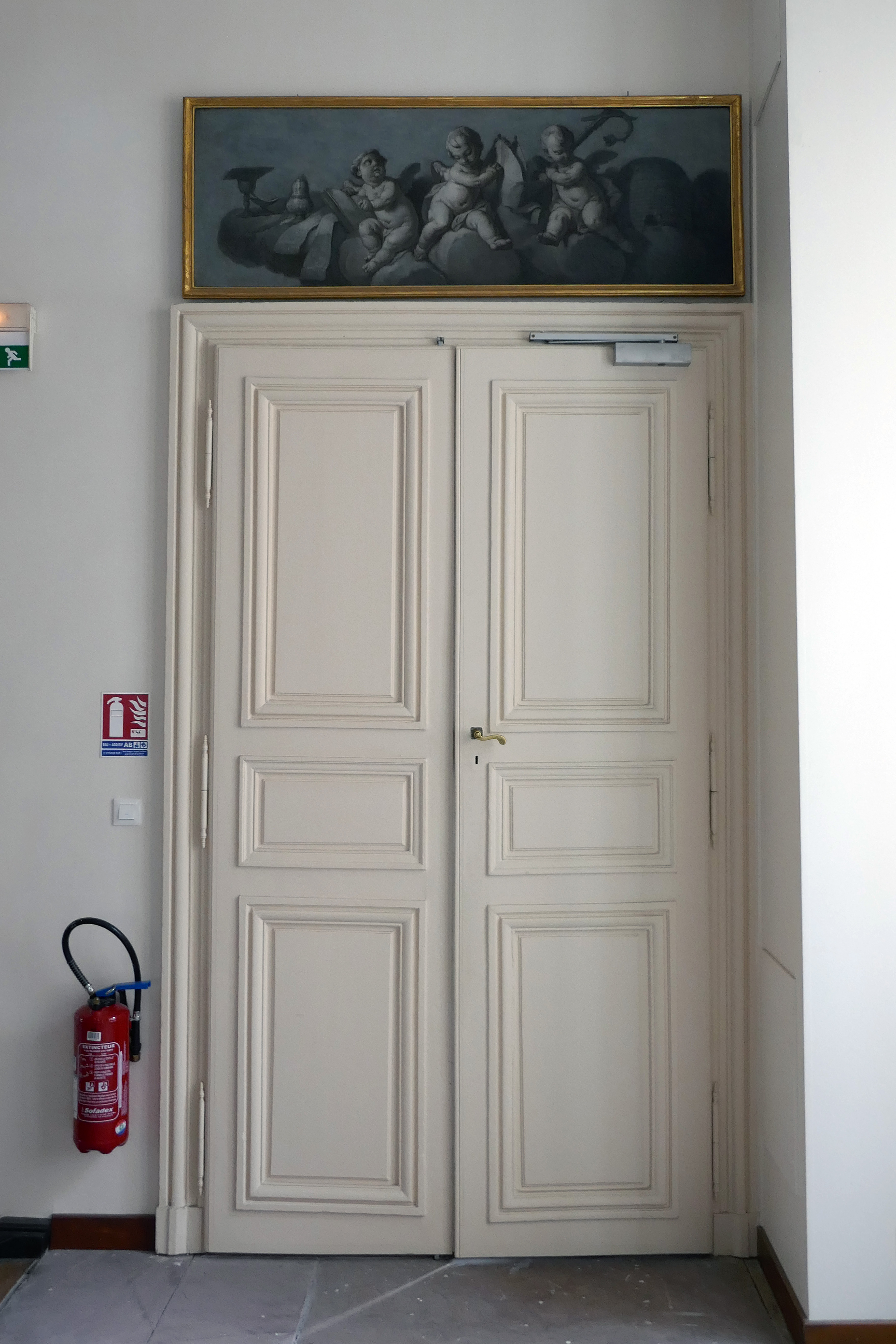
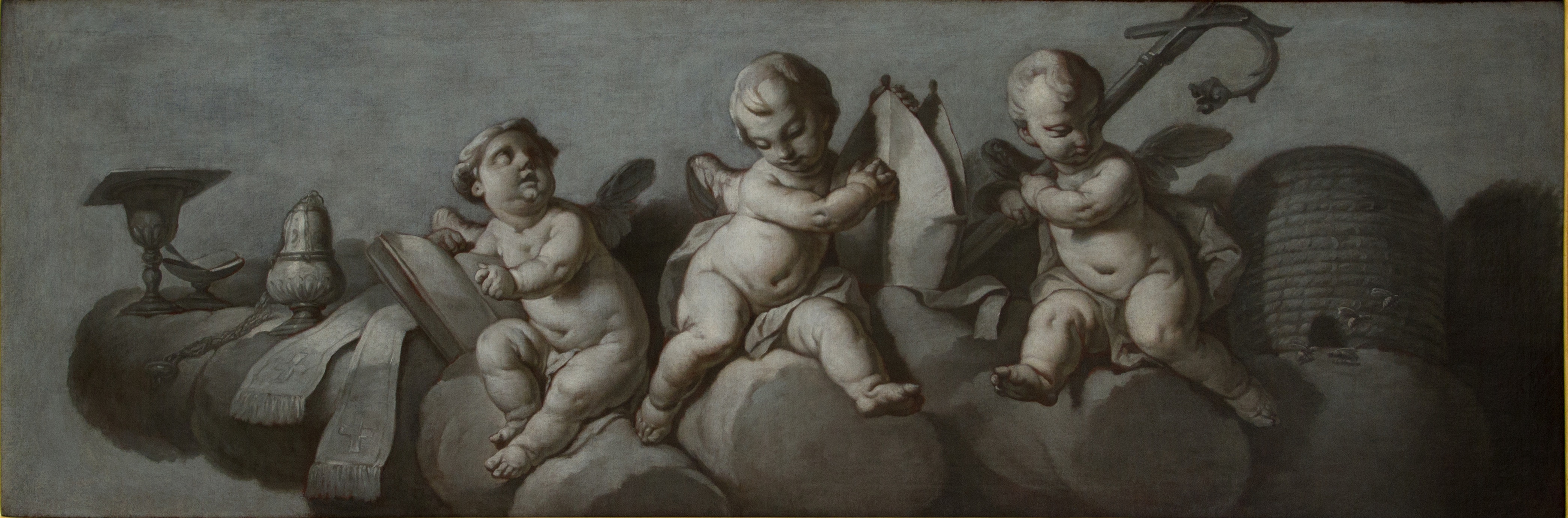
Dessus-de-porte : putti avec les attributs de l'abbé et une ruche.

## Histoire

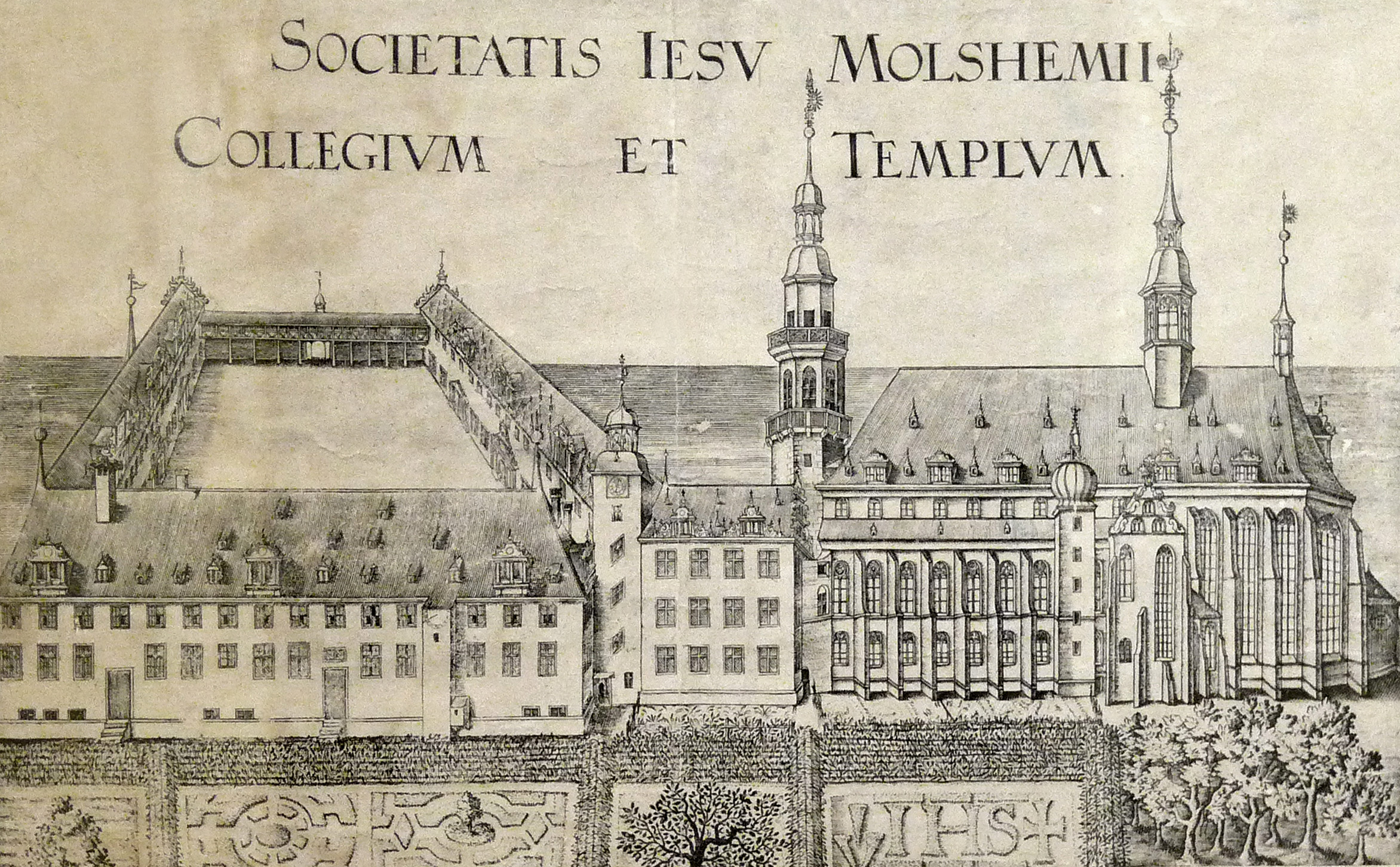
Collège et église des Jésuites à Molsheim (eau-forte du XVIIe siècle, musée de la chartreuse de Molsheim).

La bibliothèque du grand séminaire trouve ses origines à Molsheim, petite ville épiscopale située à une vingtaine de kilomètres à l'ouest de Strasbourg, qui connaît son apogée entre 1580 et 1681. En effet, le décret du concile de Trente, qui exigeait la création d'un séminaire dans chaque diocèse, ne pouvait s'appliquer à la ville de Strasbourg, presque totalement passée à la Réforme –  d'où le choix de Molsheim. L'évêque de Strasbourg, Jean de Manderscheid, cède à des Jésuites de la province du Rhin Supérieur l'hôpital local dans lequel ils ouvrent un collège en 1580. Un internat-séminaire y est adjoint en 1584, enfin une académie impériale et pontificale est érigée, inaugurée avec faste en 1618. Celle-ci perdure jusqu'en 1702, lorsqu'elle est transférée à Strasbourg et prend le nom d'« université épiscopale ».
En parallèle un séminaire avait également été créé à Strasbourg, éclipsant bientôt celui de Molsheim.

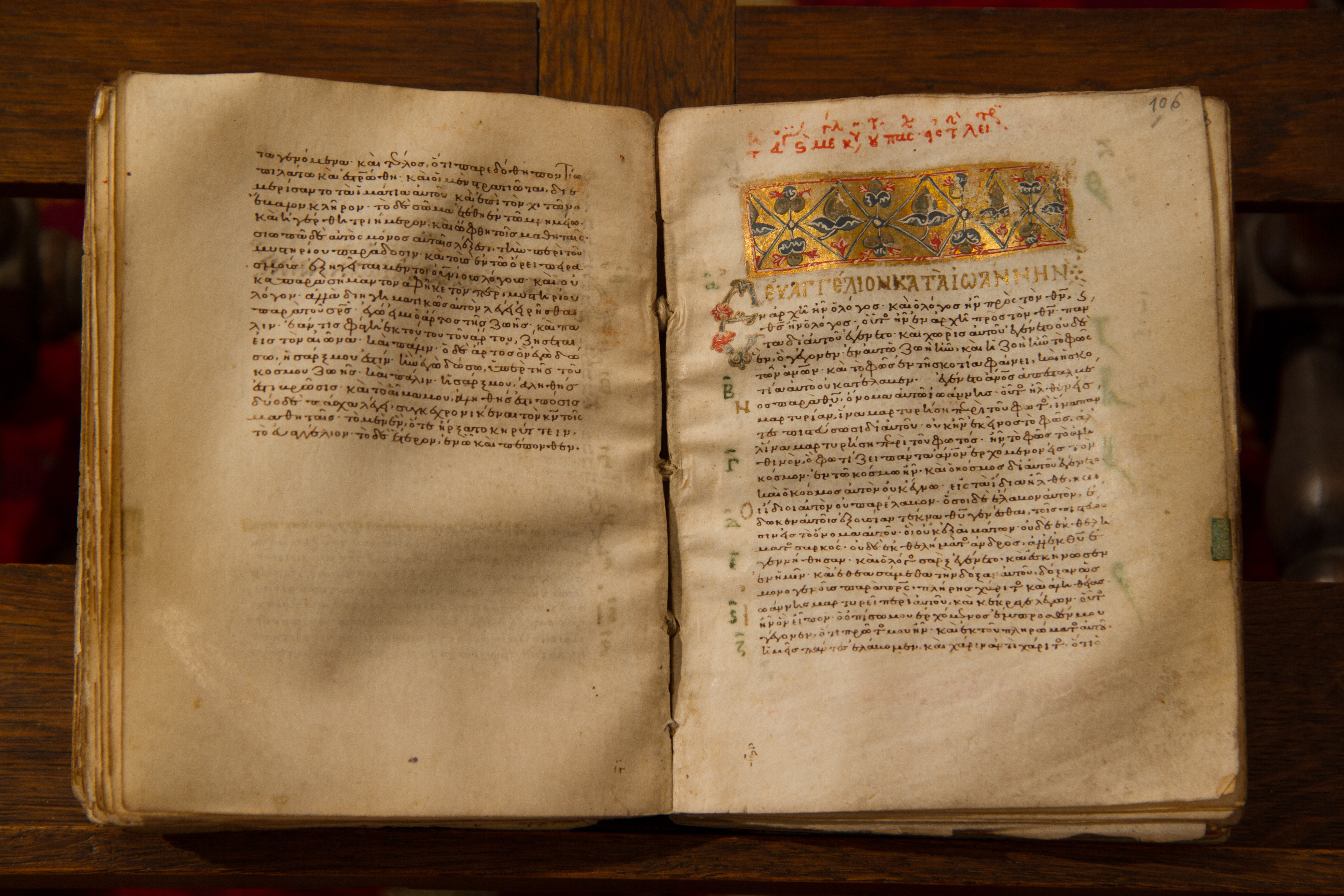
Novum Testamentum Graecae, XIe siècle, offert par l’abbesse d’Andlau.

Ces institutions bénéficiaient de dons, tel celui de l'abbesse d'Andlau qui offrit en 1607 un Nouveau testament grec (Novum Testamentum Graecae) de l'an mil en provenance de Constantinople, et de legs, comme celui de Lazare Rapp en 1621 avec l'importante collection constituée par son oncle Hieremias Rapp, qui avait été, comme lui, recteur d'Offenbourg.
Fondée par des Jésuites investis dans la Contre-Réforme, la bibliothèque d'origine, qui fait la part belle aux ouvrages de controverse (jansénisme, quesnellisme...), a également été enrichie par des fonds protestants ayant appartenu à des convertis, tels que Jean Pistorius dit le Jeune (1546-1608), devenu vicaire général de Constance, ou Ulrich Obrecht (1646-1701).
En 1681 Louis XIV entre à Strasbourg, qui est alors rattachée à la France. Il restaure le culte catholique et fonde un nouveau séminaire en 1683, qui recevra en dotation la bibliothèque de Molsheim. La nouvelle université épiscopale est destinée à faire contrepoids à l'université protestante de la ville.
Les collections des deux institutions sont donc réunies à Strasbourg, implantées dans un premier temps au chevet de la cathédrale, dans l'attente de locaux appropriés. Un vaste local – l’actuelle grande bibliothèque – est intégré dans les plans de Houlié au moment de la reconstruction du séminaire (1769-1775).
Lors de la Révolution, la bibliothèque est confisquée et transférée dans l'ancienne église des Dominicains. Quand le bâtiment du séminaire est rendu à l’évêché de Strasbourg en 1823, le retour de l'ancienne bibliothèque peut être envisagé. Cette restitution devient effective en 1827, mais seuls 20 ou 30 000 titres sur 50 000 en font partie, parfois en provenance d'autres établissements, tels que les couvents. Grâce à cette initiative, ces ouvrages sont les seuls à échapper au bombardement allemand du 24 août 1870 qui détruit la bibliothèque municipale. En revanche la bibliothèque du séminaire est peu affectée au cours du siège de Strasbourg, et d'aucune façon lors de la Première Guerre mondiale.
Lorsque le second conflit mondial éclate en 1939, vingt caisses contenant les pièces les plus précieuses, telles que les manuscrits et les incunables, sont évacuées à temps en Dordogne. Cependant nombre d'ouvrages qui avaient été dissimulés dans le presbytère d'Orcival (Puy-de-Dôme) sont gravement altérés par l'humidité des lieux et ne peuvent plus être consultés. D'autres livres enfin furent entreposés à la Robertsau, un faubourg de Strasbourg, ou dans la salle du Cercle catholique de Rosheim, . Cependant l’occupant nazi remplace par une bibliothèque administrative à son usage, les vieux codices et d'autres ouvrages.
Après la Seconde Guerre mondiale, la bibliothèque fait l'objet d'une réorganisation, les ouvrages antérieurs à 1800 étant installés dans la « grande bibliothèque », les plus récents stockés dans la « bibliothèque de la cave ».

## Collections

### Manuscrits
La bibliothèque détient plus de 3 000 manuscrits, dont quarante pour l'époque médiévale, 1 200 pour les XVIe – XVIIIe siècles et 1 800 pour la période moderne.
Il s'agit principalement de bréviaires, de psautiers, d'obituaires, ou d'antiphonaires. Celui du couvent des clarisses d’Alspach (XVe siècle) est remarquable notamment par sa lettrine « E » enluminée : le compartiment du haut abrite une Vierge à l'Enfant, celui du bas une Adoration des mages.
Parmi les joyaux de ce fonds figurent une version du IXe siècle du De natura rerum de Bède le Vénérable, le Codex Guta-Sintram (1154) et une bible grecque des alentours de l'an Mil, le Novum Testamentum Graece, offert par l'abbesse d’Andlau au cardinal Charles de Lorraine.

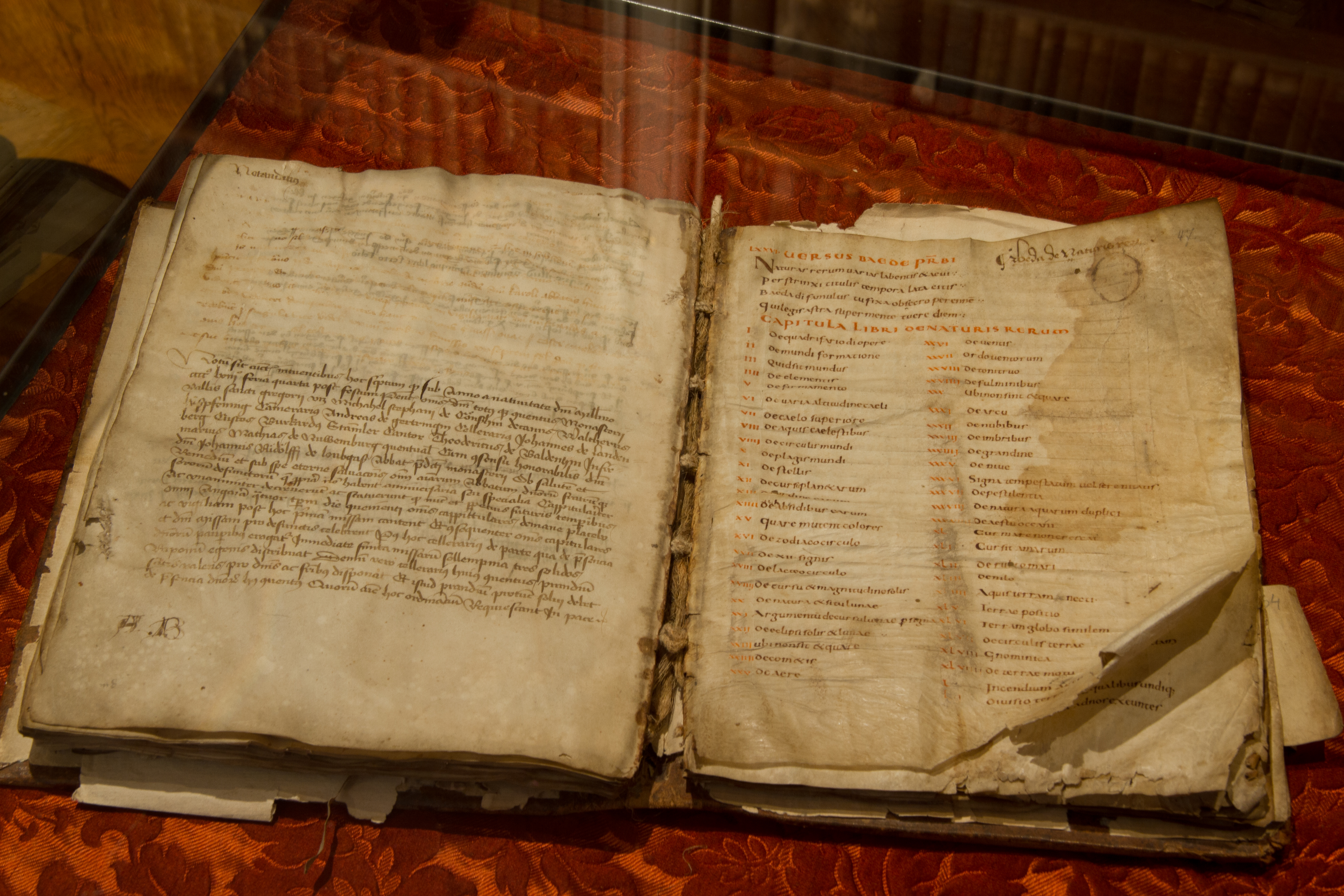
Bède le Vénérable, De Natura rerum.
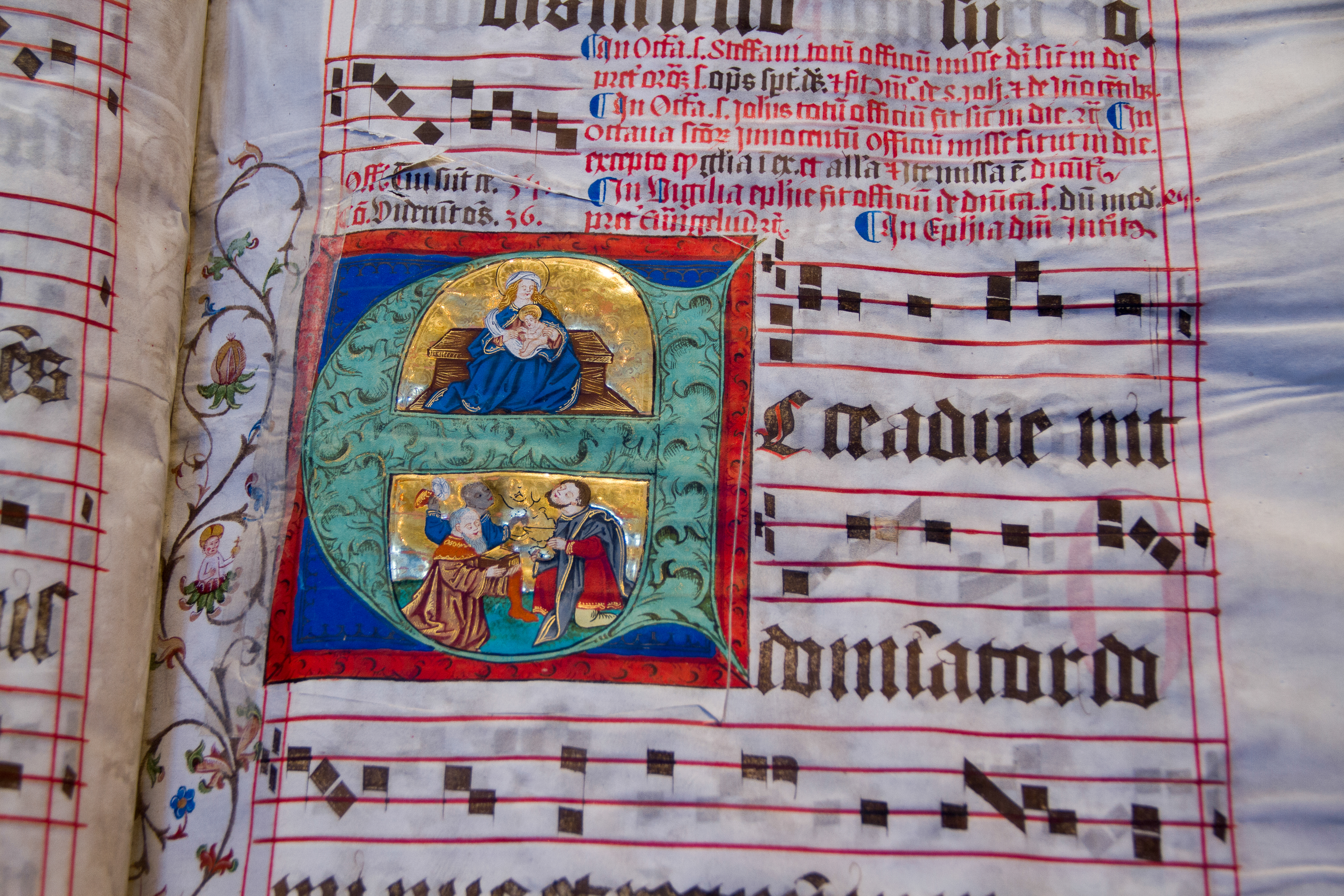
Antiphonaire du couvent des clarisses d'Alspach.
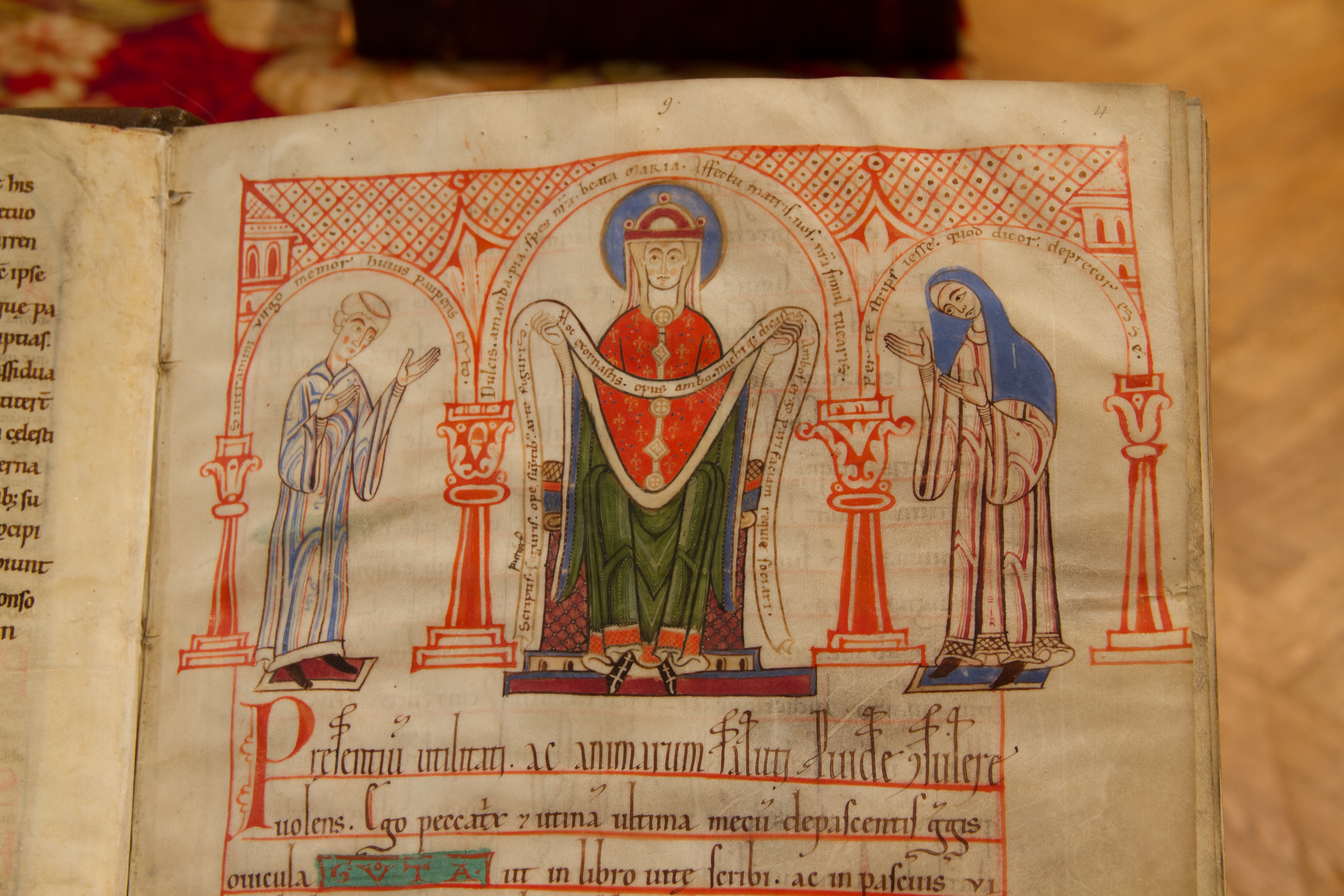
Codex Guta-Sintram, manuscrit de  1154 rédigé par la nonne Guta von Schwarzenthann (à dr.) et illustré par le moine Sintram von Marbach (à g.).

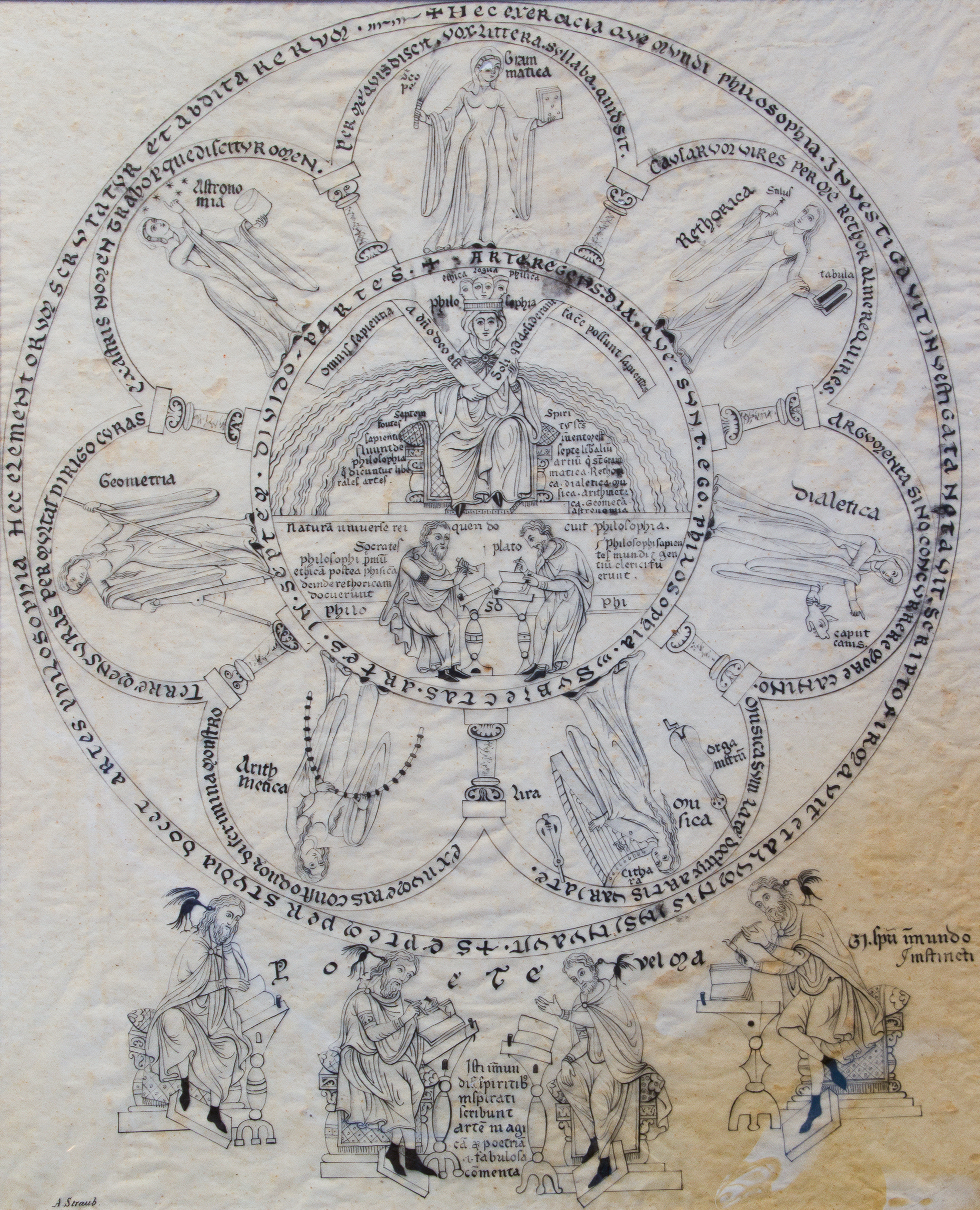
Calque du Hortus deliciarum réalisé par A. Straub avant sa destruction.

Une œuvre majeure pour l'Alsace, disparue en 1870, le Hortus Deliciarum, trouve dans la bibliothèque du grand séminaire une rare documentation, en particulier une centaine de calques réalisés à partir de l'original (Engelhardt, Straub, Schneegans, Hugelin), les papiers du chanoine Straub, de Mgr Keller et de Robert Will, ainsi que d'autres publications.

### Incunables et post-incunables (jusqu'en 1530)
En 2013, on a dénombré 237 incunables et 525 post-incunables.

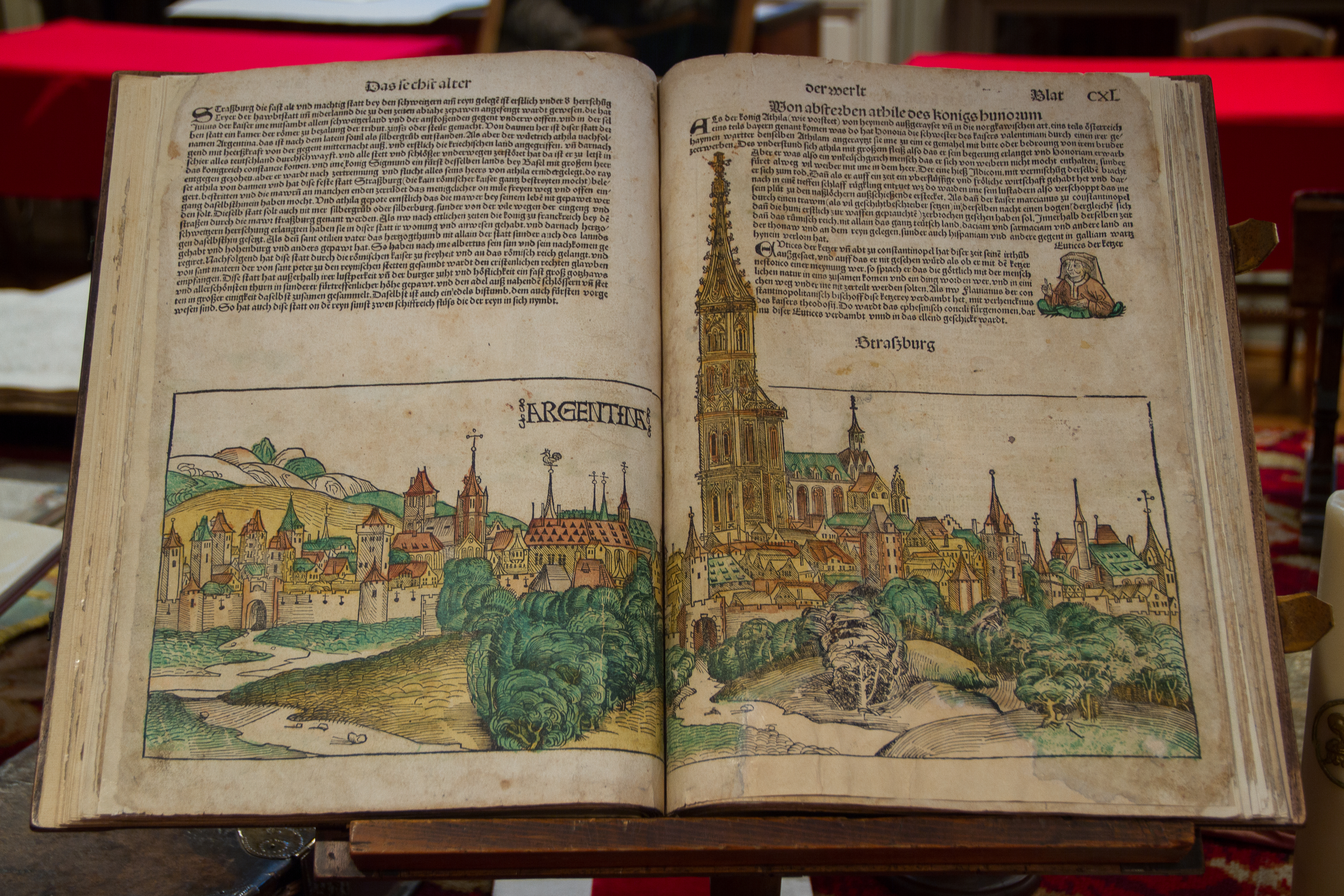
La plus ancienne vue de Strasbourg (Argentina) illustrant la Chronique de Nuremberg de Hartmann Schedel (1493).

Un premier travail de catalogage des incunables avait été réalisé par François Ritter au début des années 1950. Louis Schlaefli, qui prend en charge la bibliothèque en 1964, découvre 167 nouveaux incunables et post-incunables, ce qui le conduit à publier un Supplément au catalogue en 1994-1995.
Parmi les pièces les plus remarquables figurent la Stultifera Navis de Sébastien Brant (édition de Bâle, 1497), des bibles imprimées par Heinrich Eggestein (vers 1470) ou par Johann Grüninger (1481, 1483), des bréviaires, des missels, des rituels. Deux bibles identiques, imprimées par Grüninger à Strasbourg en 1485, peuvent faire l'objet de comparaisons, l'une, peu ornée, ayant appartenu à un humaniste désargenté qui coloria lui-même les gravures, l'autre richement peinte par un atelier spécialisé. 
On y trouve également la plus ancienne vue de Strasbourg, illustrant la Chronique de Nuremberg de Hartmann Schedel, imprimée en 1493.

### Ouvrages duXVIesiècle(à partir de 1531)

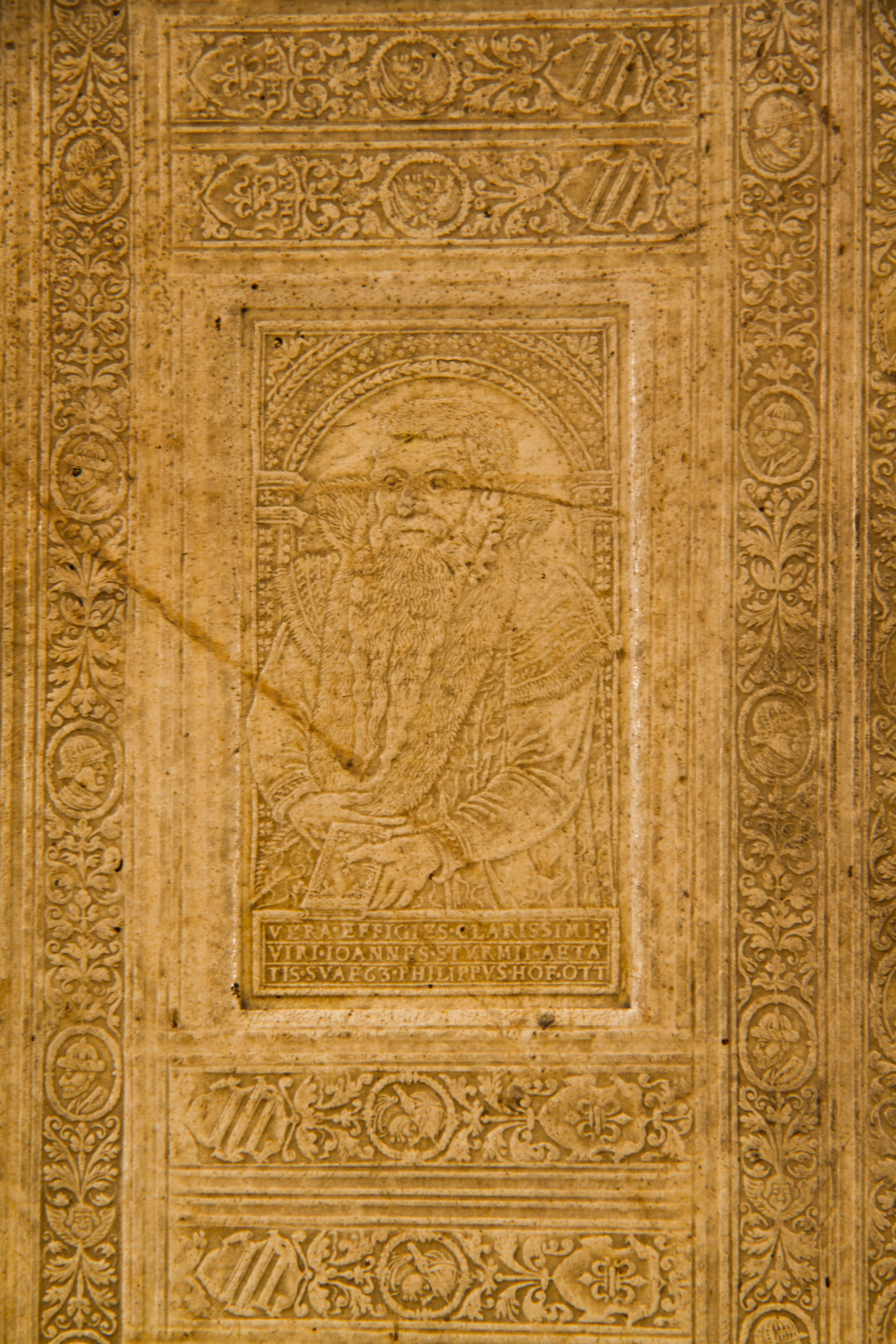
Portrait de l'humaniste Jean Sturm gaufré à la plaque sur une reliure du XVIe siècle, signée par le Strasbourgeois Philippe Hoffott.

Cette section comprend plus de 3 330 titres et couvre toutes les branches du savoir. On y trouve en particulier les chroniques du cartographe humaniste Sébastien Münster ou celles de l'historien et théologien Johannes Stumpf.

On relève notamment les recueils de sermons de Geiler de Kaysersberg ; une vie rarissime de sainte Odile de Wimpfeling (1521) ; la Narrenbeschwörung de Murner, avec des gravures sur bois d'Urs Graf coloriées à la main, imprimée par Hupfuff en 1512 ; du même Hupfuff (vers 1511), un poème anonyme décrivant un intérieur strasbourgeois (Hussrath), particulièrement rare ; également quelques petites publications de Luther.

### Collections desXVIIeetXVIIIesiècles
Ces collections constituent l'essentiel des fonds. Principalement dédiées aux sciences ecclésiastiques, elles comportent les sections suivantes : Bible et commentaires, patristique, histoire de l'Église, hagiographie, théologie, liturgie, homilétique, catéchèse et ouvrages de dévotion.

Cependant la philosophie, l'histoire, la géographie et les lettres y sont également représentées.

### Pièces d'archives et œuvres d'art
Ce fonds comprend des cours professés à l'Université épiscopale, des documents relatifs à l'histoire de l'Alsace, les papiers personnels d'érudits et d'ecclésiastiques tels que l'abbé André Schalk, Alexandre Straub, le chanoine Modeste Schickelé, le chanoine Joseph Gass, le bibliothécaire-archiviste et conservateur à Sélestat, Joseph Walter, les abbés André-Marcel Burg et Louis Kammerer, le père René Bornert, O.S.B..

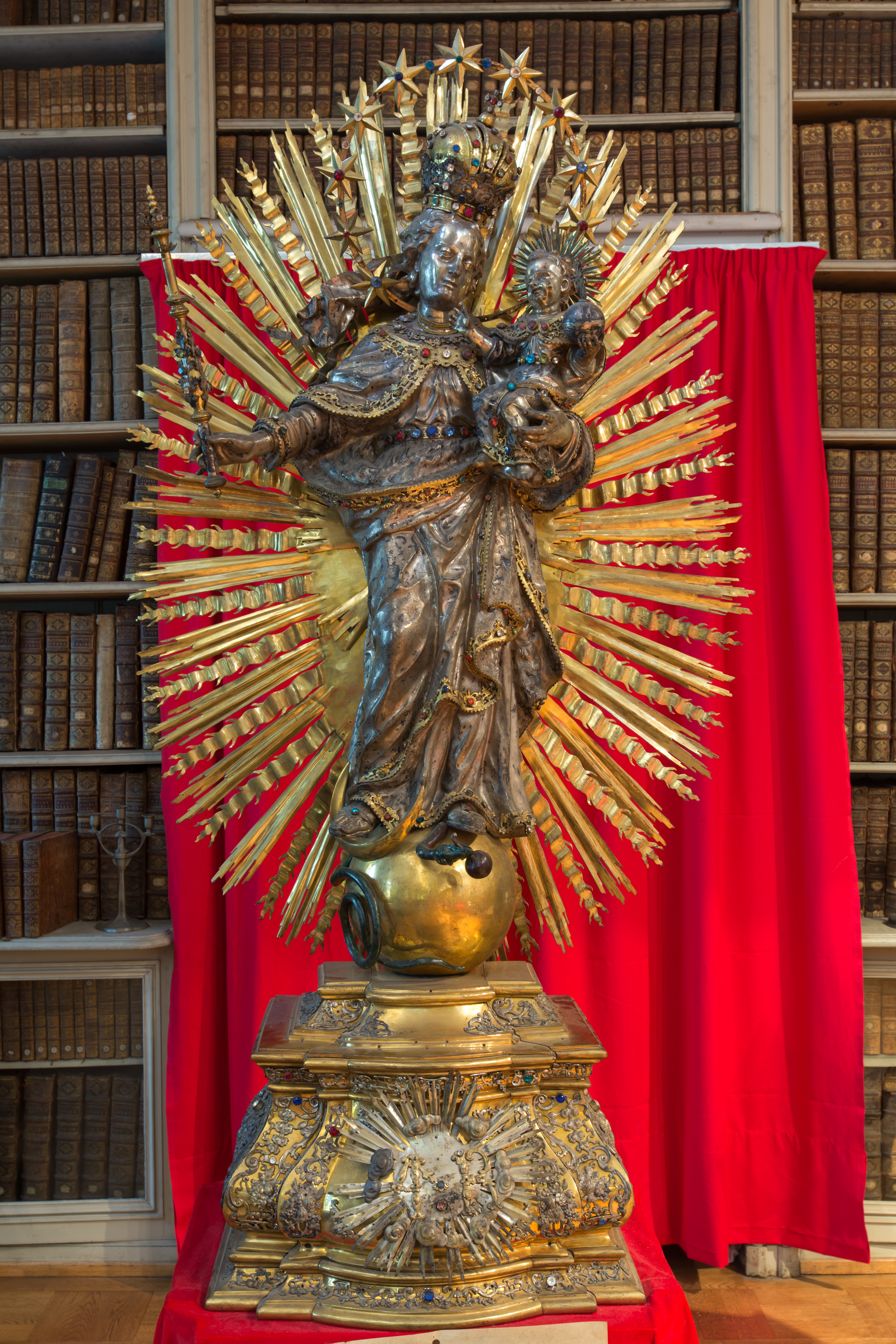
Vierge en argent du XVIIIe siècle.

La bibliothèque abrite également une série de portraits (évêques et dignitaires ecclésiastiques alsaciens) et quelques œuvres d'art. 

La plus prestigieuse est une statue de procession en métal doré et argenté de la congrégation des jeunes gens de Molsheim, figurant une Vierge à l'Enfant. D'une hauteur de 2 m, elle est rehaussée de quelques pierres semi-précieuses ou en verroterie. Le socle en cuivre doré est orné d'éléments ajourés en argent. Sauvegardée à la Révolution, elle a fait, en 1978, l'objet d'un classement par les Monuments historiques, qui l'attribuent à l'orfèvre Johann David Schoap (vers 1731-1732). Cependant, selon d'autres sources,  elle sortirait de l'atelier de Johann David Saler (mort en 1724), d'Augsbourg, une hypothèse confirmée par une thèse soutenue en  2016.

### Bibliothèque moderne
Installée dans deux grandes caves aménagées, elle compte environ 70 000 titres, pour en bonne part en allemand. L'histoire ecclésiastique y domine également.

### Bibliothèque musicale
La section musicale, qui appartient au séminaire et à l'Union Sainte-Cécile, réunit la plupart des imprimés musicaux alsaciens, notamment des recueils de cantiques.
Les pièces les plus remarquables sont les imprimés du XVIe siècle, tels ceux d'Asprilio Pacelli ou Roland de Lassus, et surtout les manuscrits musicaux du compositeur François-Xavier Richter, qui fut le maître de chapelle de la cathédrale au XVIIIe siècle.

### Bibliothèque alsatique

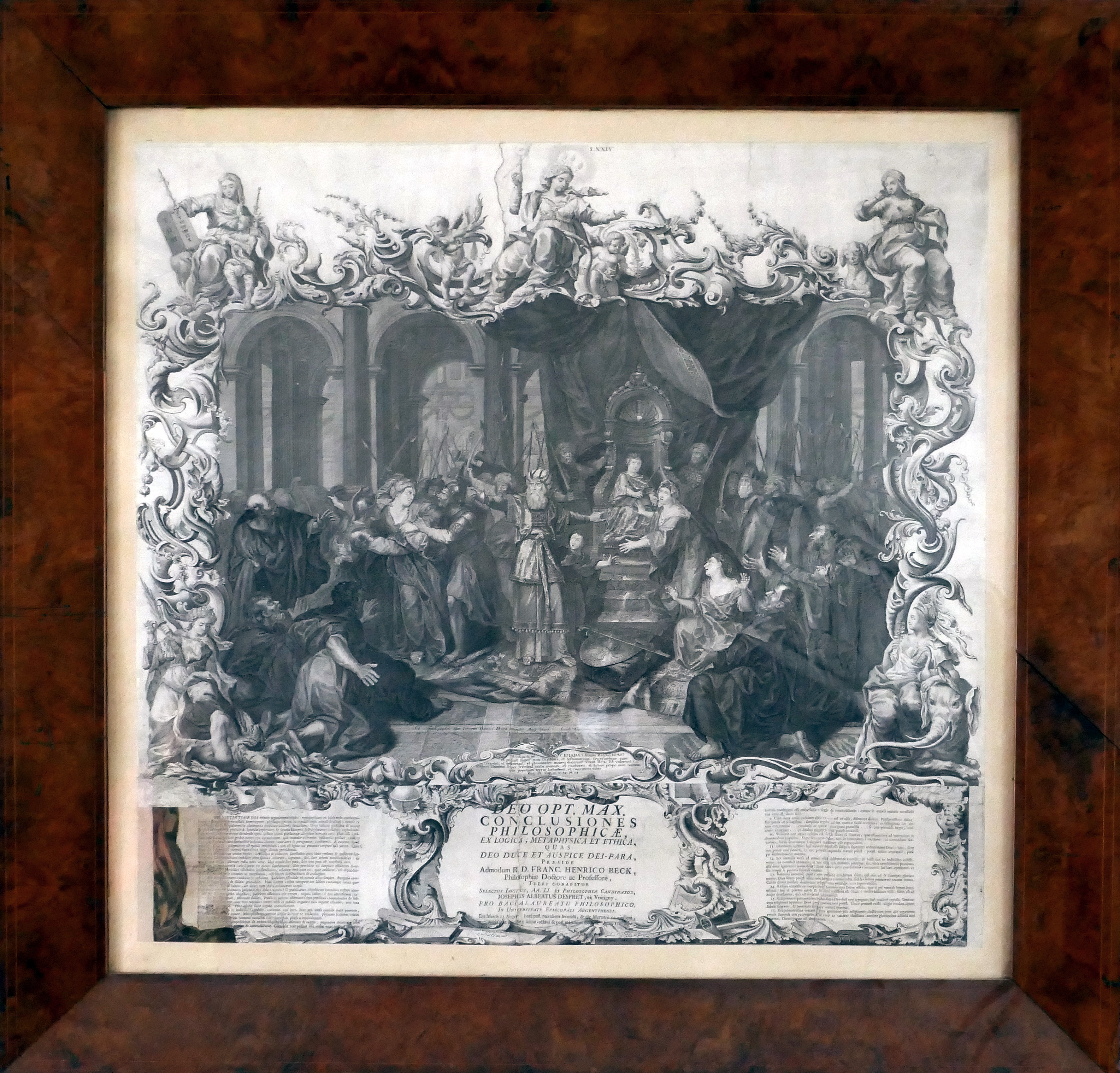
Placard de thèse de l'université épiscopale de Strasbourg (176?), mettant en scène la mort d'Athalie.

Elle comprend notamment la plus importante collection d'ouvrages de dévotion en usage en Alsace : manuels de confréries, de pèlerinage, culte des saints, catéchismes diocésains, également les étrennes de la grande congrégation académique de Molsheim (1668-1792) ou de nombreux libelles de l'affaire du collier de la reine (1784-1786).

On y trouve en outre des estampes, des monnaies relatives à l'Alsace et, dans les couloirs, des placards de thèses gravées de l'académie de Molsheim et de l'université épiscopale.